# Iranduba
Iranduba là một đô thị thuộc bang Amazonas, Brasil. Đô thị này có diện tích 2215,03 km², dân số năm 2007 là 30229 người, mật độ 13,65 người/km².